# Pic d'Arriouère
Le pic d'Arriouère (en espagnol pico del Ibonet) est un sommet des Pyrénées, situé sur la frontière franco-espagnole entre les Hautes-Pyrénées, en région Occitanie, et la province de Huesca dans la communauté d'Aragon, qui culmine à 2 867 ou 2 866 mètres d'altitude dans le massif de Suelza.

## Toponymie
En occitan arriou signifie « ruisseau », et ère reste inconnu.

## Géographie
Il est situé entre le département des Hautes-Pyrénées en vallée d'Aure entre les vallée du Rioumajou sur la commune de Saint-Lary-Soulan et le vallon de Trigoniero en Espagne.

### Topographie
Il est situé au sud du pic de Lia et au nord du port d'Arriouère. Il surplombe l'ibón de Trigoniero et de Castet au sud-ouest.

### Hydrographie
Le sommet délimite la ligne de partage des eaux entre le bassin de la Garonne côté nord, qui se déverse dans l'Atlantique, et le bassin de l'Èbre, qui coule vers la Méditerranée côté sud.

## Voies d'accès
Côté français on peut y accéder par la vallée du Rioumajou au départ de l'hospice du Rioumajou en direction du port d'Arriouère et côté espagnol par le vallon de Trigoniero depuis le refuge de Trigoniero à l'ouest.

## Protection environnementale
Le pic fait partie d'une zone naturelle protégée, classée ZNIEFF de type 1 : haute vallée d'Aure en rive droite, de Barroude au col d'Azet.